# Bacchus (feest)
Bacchus is een folkloristisch feest, genoemd naar de gelijknamige Romeinse god, dat jaarlijks georganiseerd wordt in den Dries, een wijk van Sint-Lievens-Houtem. Het feest, dat een heel weekend duurt, omvat onder meer een stoet met de Houtemse reuzen en de feestelijke intrede van Bacchus en Bacchante met het Bacchusbrood dat vervolgens versneden en verdeeld wordt.
Omdat het feest plaatsvindt in het carnavalsseizoen en de stoet kenmerken vertoont die vergelijkbaar zijn met carnaval, zoals de verkiezing van een prins, wordt Bacchus soms een vorm van carnavalsstoet genoemd, maar de organisatoren benadrukken dat het feest folklore is en geen typische Carnaval.